# Pristimantis dundeei
Pristimantis dundeei là một loài nhái trong họ Strabomantidae; trước đây chúng được đặt vào chi Eleutherodactylus của họ Leptodactylidae. Chúng được tìm thấy ở Bolivia và Brasil.
Môi trường sinh sống tự nhiên của chúng gồm các vùng rừng nhiệt đới và cận nhiệt đới, các rừng bụi ẩm nhiệt đới và cận nhiệt đới. Tình trạng của nó không được biết rõ lắm.